# 波尔塔尔鲁维奥德瓜达梅胡德
波尔塔尔鲁维奥德瓜达梅胡德，是西班牙卡斯蒂利亚-拉曼恰昆卡省的一个市镇。总面积21平方公里，总人口65人（2001年），人口密度3人/平方公里。